# Jacques Martin (historiador)
Jacques Martin (Fanjeaux, 11 de mayo de 1684 - Saint-Germain-des-Prés, 5 de septiembre de 1751) fue un religioso benedictino e historiador francés.

## Vida
Estudió en el colegio de los Padres de la doctrina cristiana en Limoux, y en Tours bajo la tutela de su tío, que era párroco de la iglesia de Saint-Symphorien. A los veinticuatro años de edad ingresó en la Congregación de San Mauro de la Orden de San Benito; tomó los votos en 1709 en la Basílica de la Dorada de Toulouse de Toulouse, hizo el noviciado en Mas-Grenier, y estudió Retórica en la abadía de Saint-Sever de Gascuña, Filosofía y Teología en la de Sainte-Croix de Burdeos y Griego en la de Soreze, hasta que en 1724 fue destinado a la abadía de Saint-Germain-des-Prés de París, que sería su residencia durante el resto de sus días.  

## Obra
Dejó escritas varias obras: 
- La Religion des Gaulois, tirée des plus pures sources de l'Antiquité (París, 1727);
- Explications de plusieurs textes difficiles de l'Ecriture Sainte (París, 1730);
- Eclaircissements littéraires sur un projet de Bibliothèque alphabétique (París, 1736);
- Explication de divers monumens singuliers qui ont rapport à la religion des plus anciens peuples (París, 1739);
- Eclaircissements historiques sur les origines celtiques et gauloises (París, 1744);
- Histoire des Gaules et des conquêtes des Gaulois (París, 1752-54) vol. I y vol. II; tras su muerte, fue continuado y publicado por su sobrino Jean François de Brézillac.